# Edmond-Alfred Goupy
Pour les articles homonymes, voir Goupy.
Edmond-Alfred Goupy ou Goupil (6 avril 1838 à Mayenne - 19 mai 1920 à Sèvres) est un écrivain et médecin français. Il est connu pour avoir mis au point l'uroscopie.

## Biographie

### Origine
Son père, Victor Goupil, hôtelier à Mayenne, fut conseiller municipal en 1848, capitaine de la Garde Nationale. Décédé en 1868, il est enterré civilement, ce qui provoqua la stupeur des autorités. Il a eu 4 fils : Léon Goupy, Edmond, Auguste et Victor. 
Edmond avait trois frères : 
- Auguste, cabaretier à Mayenne
- Victor, imprimeur à Paris
- Léon, horloger

### Franc-maçon
Edmond Goupy était franc-maçon :
Il a été initié au sein de la loge "L'Amitié Fraternelle" au Rite écossais ancien et accepté dans la Grande Loge centrale de France dépendant du Suprême Conseil. Il participera aussi à la création du Rite écossais réformé (ne pas confondre avec le Rite écossais rectifié) au sein de l'éphémère Grande Loge nationale française de 1848 (qui ne dura que quelques jours avant de rejoindre la Grande Loge centrale de France).
Au sein de la loge L'Amitié Fraternelle on pouvait trouver notamment aussi l’avocat Louis-Eugène Protot, Joseph Fontaine le journaliste blanquiste, Henry Granger, le cofondateur de l’Internationale et  le bijoutier Amédée Combault, qui prirent tous part aux événements de la Commune de Paris.
Il était également membre de la loge "La Justice" N°133 de la Grande Loge Centrale de France dont il sera le Vénérable Maître.

### Médecin
Après des études de médecine, il s'engage comme chirurgien lors de la Campagne d'Italie. Il revient comme docteur à Paris, et s'associe à un pharmacien du Quartier latin.
Il est connu pour avoir mis au point l'uroscopie. Il écrit dans de nombreuses revues médicales (Revue populaire de médecine et d'hygiène... 1869, L'Uroscopie... 1877-1888, La Santé, revue populaire de médecine et d'hygiène... 1880-1886, La Femme, ses fonctions et ses maladies, 1892-1905, L'Homme et ses maladies, La Lutte pour la vie... revue de vulgarisation médicale..., 1904).

### Siège de Paris
Durant le siège de Paris par les Allemands (septembre 1870-mars 1871), il est élu commandant du 115e bataillon de la Garde nationale du 6e arrondissement de Paris. Il participe à la défense de la capitale contre les Prussiens et est mêlé à l'insurrection du 31 octobre 1870, contre le Gouvernement de la Défense nationale.

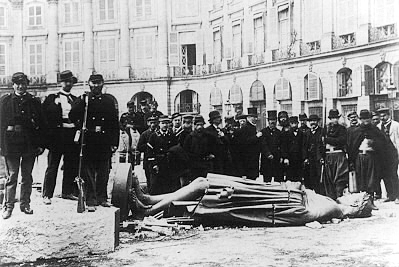
Communards posant près des ruines de la colonne Vendôme. Fortuné Henry (portant un chapeau melon) est le 5e en partant de la droite.

Après la proclamation de la IIIe République en 1870, Fortuné Henry est délégué au Comité central républicain des Vingt arrondissements. C’est là qu’il rencontre le docteur Goupil qui devient son ami le plus fidèle.

### Commune de Paris
Il se présente vainement comme candidat socialiste révolutionnaire aux élections du 8 février 1871, pour l'Assemblée nationale. Il est élu aux Élections municipales du 26 mars 1871 à Paris au Conseil de la Commune par le 6e arrondissement. Albert Ollivier le mentionne dans la liste des élus au Conseil de la Commune sous la rubrique Indépendants, sortis des Clubs rouges, en compagnie de Gustave Flourens et Jules Vallès.
Il siège à la commission de l'Enseignement (30 mars), et est un des adjoints d'Eugène Varlin. Il démissionne le 7 ou 11 avril, trouvant la Commune trop révolutionnaire. Après la chute de la Commune, il se cache plus ou moins et tente de quitter la France en passant par Fontainebleau, Domfront, Saint-Pern et en essayant de s'embarquer à Granville.

### Condamnation
Revenu à Mayenne  auprès de sa famille, il est arrêté à Mayenne le 7 décembre 1871 en raison de ses activités sous la Commune. Il est condamné au mois de février 1872 à 5 ans de prison. Il est libéré en 1874, en obtenant une remise de peine. Charles Chincholle indique que le docteur Goupy aimait chanter à ses amis le rondeau La Cage aux Parisiens qui évoquait pour lui les camarades qui avaient eu moins de chance que lui.
Toujours engagé politiquement, il est témoin de moralité au procès d'assises d'Émile Henry où il plaide la maladie pour l'accusé qui sera cependant condamné à mort. Il est aussi à l'origine en 1881 d'une association qui deviendra l'association des amis de la Commune de Paris et aussi inspirant la Ligue des droits de l'homme.

## Inventeur
Il est présenté comme l'inventeur du kiosque-signal de circulation, ancêtre des feux tricolores, présenté à l'exposition d'hygiène en 1896. Un kiosque-signal est installé à titre expérimental en 1912 au Carrefour Montmartre, mais retiré après 20 jours d'utilisation. Il y en a un aussi à la même époque sur le Boulevard des Italiens.

## Publications

### Médecine
- Étude comparative des effets des agents anesthésiques secondaires. (Cand. Edmond-Alfred Goupil) Paris, 8 janvier 1861, in-4° ;
- Les Maladies de poitrine. Guide pratique à l'usage des malades. Paris : chez l'auteur, 1870, in-16, XIX-184 p. Publications populaires de médecine et d'hygiène ;
- Le Sexe mâle, anatomie, maladies, hygiène...  Paris : chez l'auteur, (1875), in-18, 410 p., fig. Publications populaires de médecine et d'hygiène ;
- Le Poumon et la phtisie pulmonaire. Paris : chez l'auteur, (1877), in-12, 434 p. Publications populaires de médecine et d'hygiène ;
- Le Poumon et la maladie de poitrine (curabilité, préservation, traitement).  Paris : au Bureau des publications populaires de médecine et d'hygiène, (s. d.), in-18, IX-501 p., fig. ;
- La Femme et ses misères : maladies et chirurgiens... Paris, 11, rue de Cluny : et impr. de L. Marétheux, (s. d.), in-16, 165 p., fig. Société protectrice de la femme contre les abus de la chirurgie. Publications populaires de médecine et d'hygiène ;
- La Femme, ses fonctions et ses maladies. Guide à l'usage des malades. Paris : chez l'auteur, Paris : chez l'auteur, (1880), in-18, 294 p. Publications populaires de médecine et d'hygiène ;
- Les Grandes maladies du siècle. Étude sur les affections de la matrice et des ovaires... Paris : chez l'auteur, (1883), in-12, 128 p. Publications populaires de médecine et d'hygiène ;
- Les Trois âges de la femme, fonctions, maladies, hygiène. Paris : l'auteur, 1886, in-18, 215 p., fig. Publications populaires de médecine et d'hygiène ;
- L'Hydrothérapie ramenée à son principe initial, le tub quotidien (affusion froide), suivie d'observations sur l'amélioration de l'espèce humaine, hommes et femmes, par la bicyclette et le tub (affusion froide). Paris : au bureau des publications populaires de médecine et d'hygiène, 1895, in-8 ;
- L'Urine et ses altérations. Notions d'uroscopie, ou application de l'examen chimique et microscopique de l'urine à l'étude des maladies. Maladies des voies urinaires. Paris : chez l'auteur, (s. d.), in-18, XXXV-455 p. Publications populaires de médecine et d'hygiène ;
- Nouveau système de ventilation chaude et froide, de filtrage et de saturation aqueuse, antiseptique, médicamenteuse (aérothérapie) de l'air des habitations particulières, des hôpitaux, écoles, casernes, salles de réunions, etc., à l'aide du ventilofiltre-saturateur et du thermo-multiplicateur... Paris : impr. de A. Malverge, 1896, in-4 ̊, 31 p., fig. ;
- La Purification de l'air, mémoire descriptif... des appareils de stérilisation et de renouvellement continu de l'air créés par le Dr Goupil (présenté au 3e Congrès d'assainissement et de salubrité de l'habitation réuni les 6, 7, 8, 9 et 10 novembre 1909 au Collège de France)... Sceaux : impr. de Charaire, (s. d.) Gr. in-8 ̊, 12 p., fig. ;
- Mémoire descriptif... présenté au 3e Congrès d'assainissement et de salubrité de l'habitation sur les appareils de purification et de renouvellement continu de l'air. Sceaux : impr. de Charaire, (1910), Gr. in-8 ̊, 15 p., fig. ;
- Traité d'hygiène populaire. Paris, 14, rue de Rivoli, (s. d.), in-16, 112 p.

### Philanthropie
- Société philanthropique du logis pour tous, solution pratique d'un des éléments de la question sociale : une maison pour rien en cas de vie, une maison et un héritage en espèces pour rien en cas de mort... pour ceux qui ont une épargne. Des refuges bâtis gratuitement pour les sans-abri. Projet du Dr Goupil. Saint-Denis : impr. de H. Bouillant, 1895, in-8 ̊, 32 p. et tableau

### Franc-Maçonnerie
- Protestation au sujet du manifeste d'installation du grand-maître du Rite écossais. (Signé : Goupil.). Paris : impr. de E. Voitelain, (1868), in-8 ̊, 8 p. ;
- La Réforme maçonnique écossaise... sous le pseudonyme de Jacques Brador. Paris, 1868, in-8 ̊

### Jacques Brasdor
- publié sous le pseudonyme de Jacques Brasdor :
- Le farniente. Rimes et chansons. Paris : impr. de E. Voitelain, 1869, in-8 ̊, 127 p. ;
- Fragments (poésies). Paris : Teissier, 1868, in-8 ̊, 190 p. Réédité par Joseph Floc'h, Mayenne. 1971. Ce volume contient des invectives contre Mazarin.

### Notices biographiques
- Bernard Noël, Dictionnaire de la Commune, Coaraze, L'Amourier éditions, coll. « Bio », avril 2021 (1re éd. 1971), 799 p. (ISBN 978-2-36418-060-4, ISSN 2259-6976, présentation en ligne), p. 409-410
- Claude Pennetier et Gauthier Langlois, « Notice Goupil Edmond, Alfred », sur maitron.fr, Le Maitron, dictionnaire bibliographique du mouvement ouvrier et du mouvement social, Association Les Amis du Maitron (consulté le 9 août 2021)